# Benedictus Appenzeller
Benedictus Appenzeller, także Appenzelder, Appenselder (ur. ok. 1480–1488 w Oudenaarde, zm. po 1558) – flamandzki kompozytor działający w XVI wieku.

## Życiorys
Nazwisko wskazuje, że jego przodkowie mogli pochodzić ze szwajcarskiego Appenzell. Zachowane informacje na temat Appenzellera pochodzą głównie z pism Jacques’a Moderne i Pierre’a Attaingnanta. Co najmniej od 1542 roku, być może nawet wcześniej, był kapelmistrzem chóru chłopięcego na dworze namiestniczki Niderlandów Marii Węgierskiej w Brukseli. Działał również w chórze Bractwa Mariańskiego w ’s-Hertogenbosch. W 1551 roku towarzyszył Marii Węgierskiej w podróży do Niemiec i Hiszpanii.

## Twórczość
Jego dorobek muzyczny obejmuje prawie 50 chansons, tańce, motety, msze, magnificaty. Napisał także 4-częściową nenia na cześć Josquina des Prés. Ustalenie dokładnej listy dzieł Appenzellera jest utrudnione z uwagi na fakt, że część z nich została podpisana samym tylko imieniem, niektóre zaś przypisane zostały innym kompozytorom.